# 자반고등어 (1996년 영화)
자반 고등어는 한국에서 제작된 1996년 드라마 영화이다. 김수미 등이 주연으로 출연하였다.

## 출연

### 주연
- 김수미
- 안재욱
- 우희진

### 조연
- 백일섭
- 신은경
- 김혜자
- 정재곤
- 윤현숙
- 오승윤
- 김승환